# Ciutadans en Blanc
Ciutadans en Blanc (denominació oficial en castellà: Ciudadanos en Blanco, acrònim: CENB) és un moviment ciutadà que persegueix que els vots en blanc a les eleccions siguin computats. Per a aconseguir-lo han format un partit polític homònim amb seu a Sant Lluís (Menorca). L'únic objectiu del partit és aconseguir que el vot en blanc sigui computable, i excepte per a aprovar la llei que ho faci, els representants del partit deixaran buits els escons que poguessin aconseguir i retornaran els seus sous. S'hauran de comprometre a això per escrit per poder formar part de les llistes.
Segons la legislació electoral actual, el vot en blanc no computa a l'hora de repartir els escons, cosa que sí que ocorre amb els vots a favor de Ciutadans en Blanc (com amb qualsevol altra candidatura).

## Suport electoral
El suport electoral rebut fins ara pel partit és escàs (14.193 vots, el 0,06% a les eleccions generals espanyoles de 2008) i està molt lluny del necessari per a obtenir algun escó. A més, el partit no s'ha presentat fins ara a totes les circumscripcions electorals. No obstant això, segons afirmen en la seva "Justificació", qualsevol persona interessada podrà presentar-se per CeB amb la condició que es comprometi per escrit que el seu únic punt de programa serà que el vot en blanc sigui computable i que en cas de ser triat deixarà l'escó buit.
De cara a les eleccions al Parlament de Catalunya de 2010, ha anunciat que es presentarà amb el grup Escons en Blanc.

## Resultats electorals
| Eleccions                                   | Vots | % de vots |
| ------------------------------------------- | ---- | --------- |
| Eleccions al Parlament de Catalunya de 2003 | 401  | 0,01%     |
| Eleccions al Parlament de Catalunya de 2003 | 626  | 0,02%     |

| Eleccions                                           | Vots  | % de vots |
| --------------------------------------------------- | ----- | --------- |
| Eleccions al Parlament de les Illes Balears de 2007 | 1.200 | 0,29%     |

Eleccions generals espanyoles:
| Eleccions                             | Vots   | % de vots |
| ------------------------------------- | ------ | --------- |
| Eleccions generals espanyoles de 2004 | 40.208 | 0,16%     |
| Eleccions generals espanyoles de 2008 | 13.999 | 0,06%     |